# Súgia

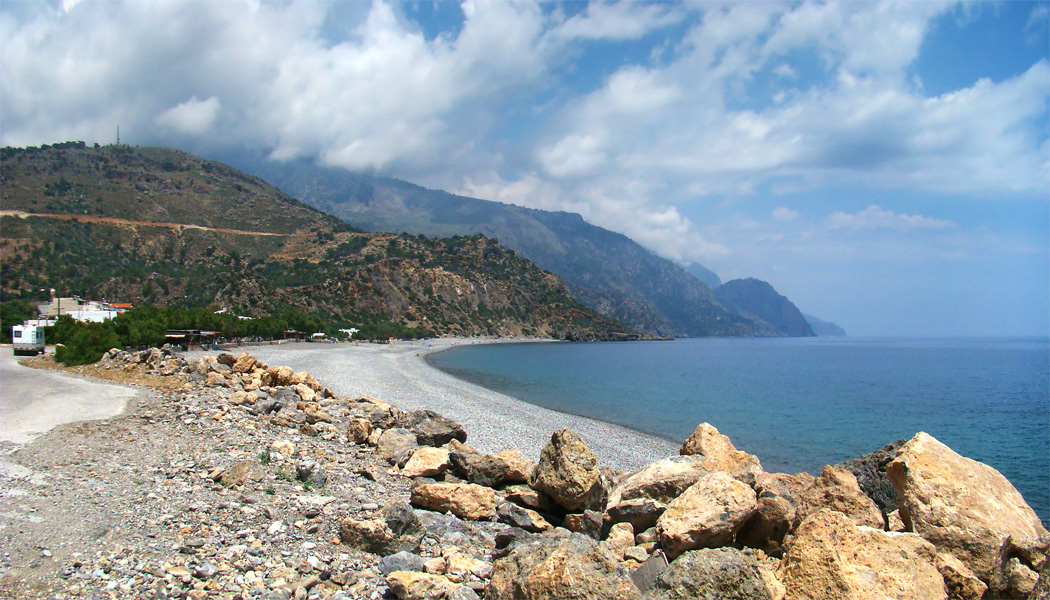
La platja de Súgia

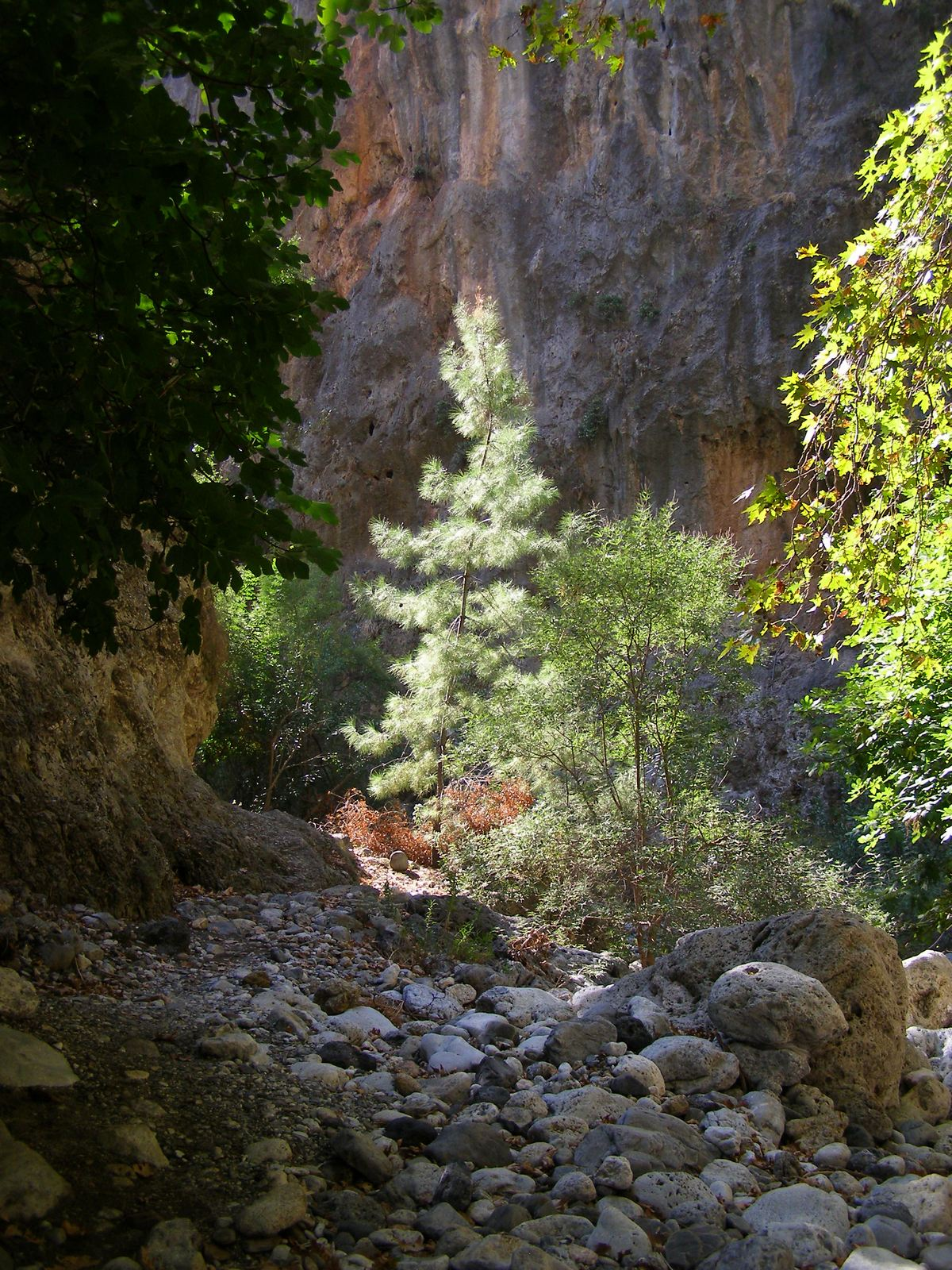
Gorja d'Agia Irini

Súgia (grec Σούγια ['suja]) és un poble d'uns cent habitants a la costa sud-oest de l'illa de Creta, a 70 km al sud de Khanià, que forma part del municipi d'Anatoliko Sélino.
No està gaire explotat com a destinació turística per les males comunicacions i perquè la platja està castigada sovint per forts vents.
Hi arriben vaixells regulars des de Paleókhora, Hàgia Rumeli i Khora Sfakion.
A Súgia acaba la Gorja d'Àgia Irini, de 12 km de llarg, amb unes característiques geològiques i botàniques semblants a la més famosa Gorja de Samarià.
És al lloc de l'antiga Suia, el port de l'antiga Elir. L'elevació tectònica ha deixat les restes de l'antic port a 5 m per sobre del nivell actual del mar.
Súgia també està relativament a prop de les restes de l'antiga Lissos, una caminada seguint les marques de la ruta del Sender Europeu E4 per la costa sud en direcció oest.